# لشکر ۵۵ پیاده (کره جنوبی)
لشکر ۵۵ پیاده کره جنوبی (کره‌ای: 제۵۵향토보병사단) لشکر پیاده‌نظام نیروی زمینی جمهوری کره است، که در سال ۱۹۷۵ تأسیس شد.
لشکر ۵۵ پیاده یک تشکیلات نظامی از ارتش جمهوری کره است. این لشکر تابع فرماندهی عملیات زمینی است و ستاد فرماندهی آن در شهر یونگین، استان گیونگی-دو قرار دارد. این لشکر مسئول دفاع محلی و آموزش نیروهای ذخیره در بخش جنوب شرقی گیونگی-دو و منطقه کلانشهر سئول است. در طول جنگ، این لشکر به عنوان نیروی ذخیره منطقه‌ای در صورتی که ارتش اصلی نتواند تهاجم کره شمالی را از طریق خط مقدم متوقف کند، عمل می‌کند.